# Царева-Ливада
Царева-Ливада (болг. Царева ливада) — село в Болгарии. Находится в Габровской области, входит в общину Дряново. Население составляет 774 человека.

## Политическая ситуация
В местном кметстве Царева-Ливада, в состав которого входит Царева-Ливада, должность кмета (старосты) исполняет Мария Христова Иванова (коалиция в составе 3 партий: Болгарская социалистическая партия (БСП), Болгарская социал-демократия (БСД) и Земледельческий союз Александра Стамболийского (ЗСАС)) по результатам выборов правления кметства.
Кмет (мэр) общины Дряново — Иван Илиев Николов (независимый) по результатам выборов в правление общины.